# 維克托里 (紐約州薩拉托加縣)
維克托里（英語：Victory）是位於美國紐約州薩拉托加縣的村。

## 人口
根據2020年美國人口普查的數據，維克托里的面積為1.36平方千米，皆為陸地。當地共有人口666人，而人口密度為每平方千米490人。